# Bohemian Football Club
El Bohemian Football Club (en irlandés: an Cumann Peile Bóihéamach) es un club de fútbol de Irlanda, con sede en Dublín. Compite en la Premier Division, máxima categoría del fútbol irlandés. A lo largo de su historia ha conquistado once ligas nacionales y siete copas de Irlanda, siendo además el único club irlandés que no ha bajado a una división inferior.
Fue fundado en 1890 en el barrio norteño de Phibsboro y juega desde 1901 en Dalymount Park, uno de los estadios con más solera del fútbol irlandés. Tras ser uno de los fundadores de la Liga irlandesa en 1921, logró varios títulos en los años 1930 y después se vio superado por el auge del profesionalismo. Aunque trató de mantenerse como un club amateur, en 1969 contrató a su primer jugador profesional y desde entonces ha mejorado su desempeño deportivo.
La propiedad del Bohemian F. C. recae en sus socios y está muy vinculada al norte de Dublín. Durante toda su historia ha mantenido una intensa rivalidad con el equipo del sur de la capital, Shamrock Rovers.

## Historia

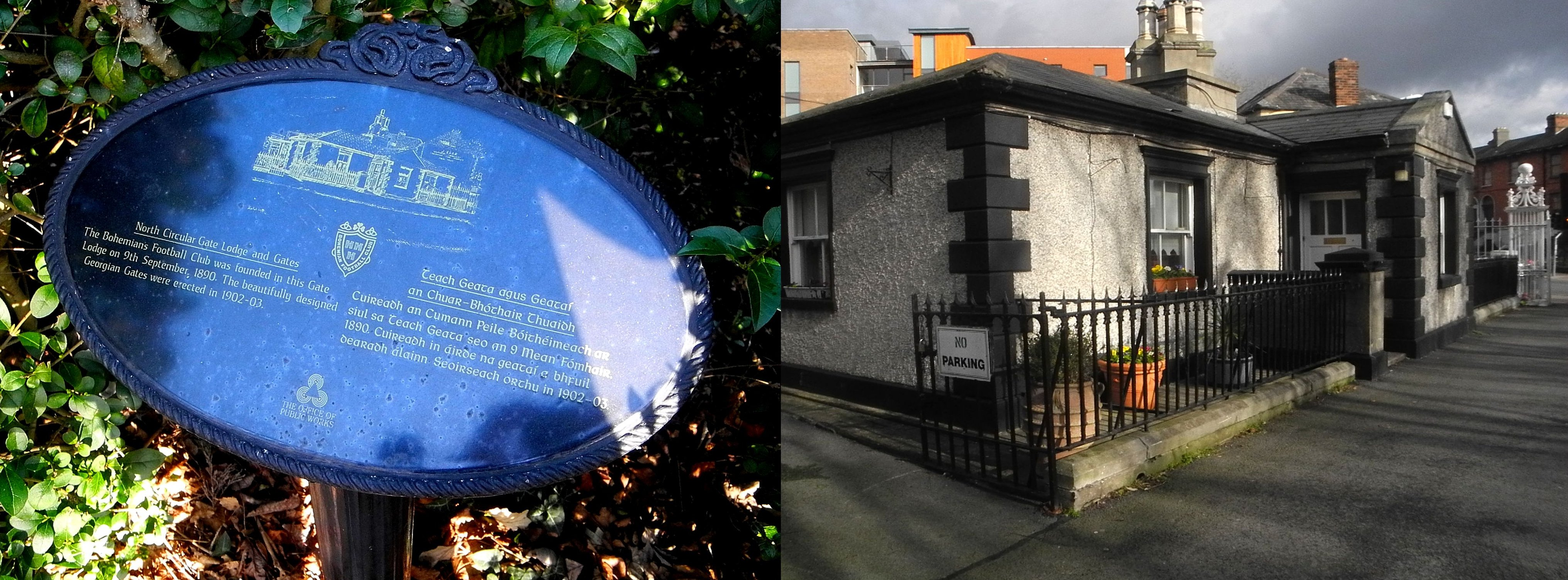
Placa en el parque Fénix que conmemora el lugar de fundación del Bohemian F. C.

El Bohemian Football Club fue fundado el 6 de septiembre de 1890 por un grupo de estudiantes de Dublín, en las proximidades del parque Fénix al norte de la ciudad. Con el paso del tiempo los miembros adoptaron el nombre «Bohemians» por la vinculación que la ciudad tenía entonces con la cultura bohemia. Debido a sus problemas para encontrar un estadio propio, el equipo fue conocido también con el sobrenombre de «gypisies» (gitanos), que han mantenido pese a la inauguración del estadio Dalymount Park en 1901. Desde entonces el equipo ha estado vinculado siempre al barrio de Phibsboro.
Considerado a comienzos del siglo XX como uno los clubes más fuertes de los torneos de Leinster, en 1921 fue miembro fundador de la Liga de Irlanda, creada a raíz de la independencia de la República de Irlanda. Desde entonces ha sido el único equipo irlandés que ha disputado todas las ediciones de la máxima categoría, así como uno de los dos fundadores originales —junto al Shelbourne— que siguen existiendo. A finales de la década de 1930 había conquistado cinco ligas y dos Copas de Irlanda, siempre bajo una estructura amateur que respetó durante décadas.
La irrupción del profesionalismo coincidió con la peor época deportiva del Bohemian, que se negó a modificar sus estatutos amateur y no ganó un título nacional desde 1936 hasta 1970. Después de contratar en 1969 a su primer jugador profesional, Tony O'Connell, el club ganó la Copa de Irlanda de 1970 e hizo cambios para adaptarse a los nuevos tiempos, obteniendo dos nuevos títulos de liga en 1975 y 1978. En los años 1980 volvió a atravesar una mala racha que no resolvió hasta la conquista de la Copa de Irlanda de 1992.
En los años 2000 aprovechó el declive de sus rivales locales para mejorar su desempeño con un doblete de liga y copa (2000-01) y la liga de la temporada 2002-03. Y a finales de esa década llegó al banquillo el exjugador Pat Fenlon, artífice de dos ligas consecutivas en 2008 y 2009. Desde entonces el equipo ha luchado por situarse en las primeras posiciones del campeonato irlandés.

## Estadio

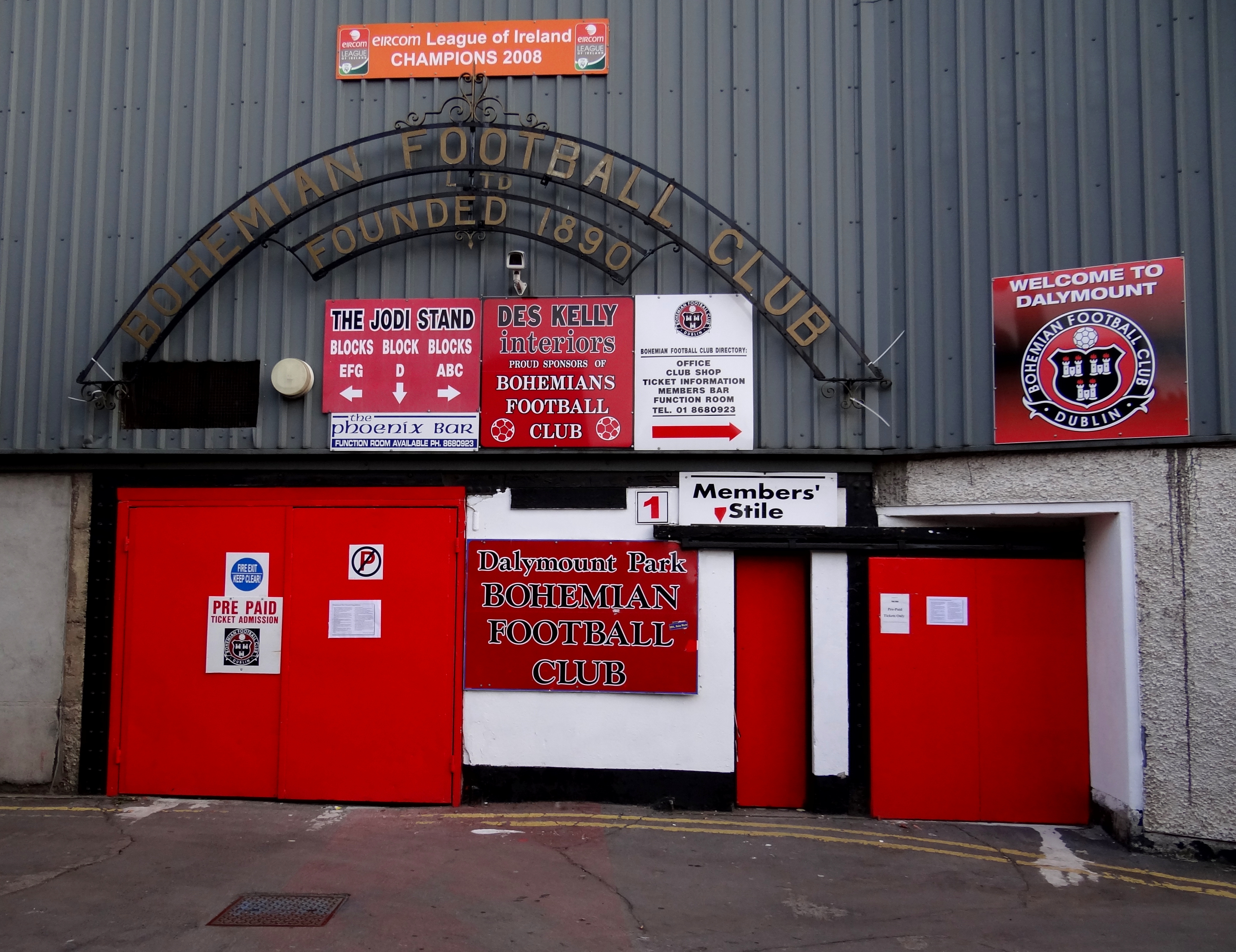
Exterior de Dalymount Park.

El Bohemian F. C. disputa sus partidos en Dalymount Park, con capacidad para 3240 espectadores. Se encuentra en el distrito de Phibsboro, al norte de Dublín, y fue inaugurado el 7 de septiembre de 1901.
En la primera mitad del siglo XX, Dalymount Park fue el estadio de referencia en la República de Irlanda para disputar fútbol y rugby; albergó finales de la Copa de Irlanda, partidos de la selección irlandesa e incluso fue el campo provisional de numerosos clubes dublineses, razón por la cual fue apodado «la casa del fútbol irlandés». Sin embargo, la instalación se quedó obsoleta y dejó de acoger compromisos internacionales tras la inauguración de Lansdowne Road. Desde 2015 el propietario del campo es el Consejo de la Ciudad de Dublín, que pretende remodelarlo por completo.
El aforo del recinto ha sido reducido drásticamente. En los años 1970, cuando las gradas de pie aún estaban permitidas, el campo llegó a reunir hasta 48 000 espectadores en partidos internacionales.

## Palmarés

### Torneos nacionales
- Liga de Irlanda (11): 1923-24, 1927-28, 1929-30, 1933-34, 1935-36, 1974-75, 1977-78, 2000-01, 2002-03, 2008, 2009
- Copa de Irlanda (7): 1927-28, 1934-35, 1969-70, 1975-76, 1991-92, 2000-01, 2008
- Copa Irlandesa (1): 1907-08
- Copa de la Liga de Irlanda (3): 1974-75, 1978-79, 2009
- Escudo de la Liga de Irlanda (6): 1923-24, 1927-28, 1928-29, 1933-34, 1938-39, 1939-40
- Setanta Sports Cup (1): 2010
- Copa Intermedia (1): 1931-32
- Copa de la Ciudad de Dublín (1): 1935-36
- Copa Dublín-Belfast (1): 1944-45
- Top Four Cup (1): 1971-72

### Torneos regionales
- Liga de Leinster (8): 1899-00, 1900-01, 1901-02, 1904-05, 1912-13, 1913-14, 1917-18, 1931-32
- Copa de Leinster (33): 1893-94, 1894-95, 1895-96, 1896-97, 1897-98, 1898-99, 1901-02, 1902-03, 1904-05, 1906-07, 1909-10, 1910-11, 1911-12, 1914-15, 1915-16, 1925-26, 1927-28, 1939-40, 1946-47, 1965-66, 1966-67, 1972-73, 1974-75, 1975-76, 1978-79, 1979-80, 1983-84, 1985-86, 1988-89, 1992-93, 1997-98, 2015-16, 2022-23

## Participación en competiciones de la UEFA
| Temporada | Torneo                  | Ronda            | Club               | Casa | Visita | Global         |
| --------- | ----------------------- | ---------------- | ------------------ | ---- | ------ | -------------- |
| 1970–71   | Recopa de Europa        | Preliminar       | Gottwaldov         | 1–2  | 2–2    | 3–4            |
| 1972–73   | Copa de la UEFA         | Clasificatoria 1 | Colonia            | 1–2  | 0–3    | 1–5            |
| 1974–75   | Copa de la UEFA         | Clasificatoria 1 | Hamburger          | 0–3  | 0–1    | 0–4            |
| 1975–76   | Copa de Europa          | Clasificatoria 1 | Rangers            | 1–4  | 1–1    | 2–5            |
| 1976–77   | Recopa de Europa        | Clasificatoria 1 | Esbjerg            | 2–1  | 1–0    | 3–1            |
| 1976–77   | Recopa de Europa        | Clasificatoria 2 | Śląsk Wrocław      | 0–3  | 0–1    | 0–4            |
| 1977–78   | Copa de la UEFA         | Clasificatoria 1 | Newcastle United   | 0–0  | 0–4    | 0–4            |
| 1978–79   | Copa de Europa          | Clasificatoria 1 | Omonia             | 1–2  | 1–0    | 2–2 (v.)       |
| 1978–79   | Copa de Europa          | Clasificatoria 2 | Dinamo Dresde      | 0–0  | 0–6    | 0–6            |
| 1979–80   | Copa de la UEFA         | Clasificatoria 1 | Sporting CP        | 0–2  | 0–0    | 0–2            |
| 1984–85   | Copa de la UEFA         | Clasificatoria 1 | Rangers            | 3–2  | 0–2    | 3–4            |
| 1985–86   | Copa de la UEFA         | Clasificatoria 1 | Dundee United      | 2–5  | 2–2    | 4–7            |
| 1987–88   | Copa de la UEFA         | Clasificatoria 1 | Aberdeen           | 0–0  | 0–1    | 0–1            |
| 1992–93   | Recopa de Europa        | Clasificatoria   | Steaua Bucureşti   | 0–4  | 0–0    | 0–4            |
| 1993–94   | Copa de la UEFA         | Clasificatoria 1 | Bordeaux           | 0–1  | 0–5    | 0–6            |
| 1995      | Copa Intertoto          | Grupo 5          | OB                 | 0–2  | –      | 5° lugar       |
| 1995      | Copa Intertoto          | Grupo 5          | HJK                | –    | 2–3    | 5° lugar       |
| 1995      | Copa Intertoto          | Grupo 5          | Bordeaux           | 0–2  | –      | 5° lugar       |
| 1995      | Copa Intertoto          | Grupo 5          | Norrköping         | –    | 0–5    | 5° lugar       |
| 1996–97   | Copa de la UEFA         | Clasificatoria 1 | Dinamo Minsk       | 1–1  | 0–0    | 1–1 (v.)       |
| 1997–98   | Copa de la UEFA         | Preliminar       | Ferencváros        | 0–1  | 0–5    | 0–6            |
| 2000–01   | Copa de la UEFA         | Clasificatoria   | Aberdeen           | 2–1  | 0–1    | 2–2 (v.)       |
| 2000–01   | Copa de la UEFA         | Clasificatoria 1 | Kaiserslautern     | 1–3  | 1–0    | 2–3            |
| 2001–02   | Liga de Campeones       | Clasificatoria 1 | Levadia Maardu     | 3–0  | 0–0    | 3–0            |
| 2001–02   | Liga de Campeones       | Clasificatoria 2 | Halmstads          | 1–2  | 0–2    | 1–4            |
| 2003–04   | Liga de Campeones       | Clasificatoria 1 | Bate Borisov       | 0–1  | 3–0    | 3–1            |
| 2003–04   | Liga de Campeones       | Clasificatoria 2 | Rosenborg          | 0–1  | 0–4    | 0–5            |
| 2004–05   | Copa de la UEFA         | Clasificatoria 1 | Levadia Tallinn    | 0–0  | 1–3    | 1–3            |
| 2005      | Copa Intertoto          | Clasificatoria 1 | Gent               | 1–0  | 1–3    | 2–3            |
| 2008      | Copa Intertoto          | Clasificatoria 1 | Rhyl               | 5–1  | 4–2    | 9–3            |
| 2008      | Copa Intertoto          | Clasificatoria 2 | Riga               | 2–1  | 0–1    | 2–2 (v.)       |
| 2009–10   | Liga de Campeones       | Clasificatoria 2 | Red Bull Salzburg  | 1–1  | 0–1    | 1–2            |
| 2010–11   | Liga de Campeones       | Clasificatoria 2 | The New Saints     | 1–0  | 0–4    | 1–4            |
| 2011–12   | Liga Europa             | Clasificatoria 2 | Olimpija Ljubljana | 0–2  | 1–1    | 1–3            |
| 2012–13   | Liga Europa             | Clasificatoria 1 | Þór Akureyri       | 1–5  | 0–0    | 1–5            |
| 2020–21   | Liga Europa             | Clasificatoria 1 | Fehérvár           | –    | 1–1    | 1–1 (2:4 pen.) |
| 2021–22   | Liga Europa Conferencia | Clasificatoria 1 | Stjarnan           | 3–0  | 1–1    | 4–1            |
| 2021–22   | Liga Europa Conferencia | Clasificatoria 2 | F91 Dudelange      | 3–0  | 1–0    | 4–0            |
| 2021–22   | Liga Europa Conferencia | Clasificatoria 3 | PAOK               | 2–1  | 0–2    | 2–3            |